# Моят таен любовен живот
„Моят таен любовен живот“ е роман на Иво Сиромахов, издаден на 10 октомври 2014 г. от издателство „Сиела“. Романът е удостоен с наградата „Цветето на Хеликон“ за най-продавана българска книга през 2014 година в книжарници „Хеликон“.

## Сюжет
Внимание:  Текстът по-долу разкрива сюжета на произведението (или части от него)!
Красива американка завързва любовен роман с българин. Пристигайки в България се сблъсква с особеностите на страната и българския манталитет – клане на прасе, биене на плоча, празнични запои, джулай морнинг, митничарска сватба, абитуриентски бал.
В хумористичен стил е представен културния сблъсък на двете култури.